# Israel Kristal
Israel (Yisrael) Kristal, född 15 september 1903 i Maleniec, dåvarande Kongresspolen, död 11 augusti 2017 i Haifa, Israel, var en polsk-israelisk konditor och då han avled 113 år och 330 dagar gammal den äldsta levande mannen och förintelseöverlevaren, och en av de tio fullt verifierade äldsta mannen någonsin.

## Biografi
Israel Kristal föddes 15 september 1903 i Maleniec nära Żarnów i centrala Polen, då tillhörande Ryssland, som son till en religiös judisk familj. Hans far var en Torah-lärd person som såg till att sonen hade religiös utbildning och förblev religiöst observant resten av sitt liv. Vid tre års ålder började han att studera judendom och hebreiska vid cheder. Han studerade den hebreiska Bibeln vid fyra och mishna vid sex års ålder.
Hans mor avled 1913 (när han var tio år). Hans far kallades under första världskriget in i Kejserliga ryska armén och avled senare. Vid 17 års ålder flyttade Kristal till Łódź där han arbetade som metallbearbetare innan han hittade jobb i sin familjs godisfabrik. Samtidigt som han arbetade privat som grovarbetare var han en känd expert på godistillverkning. Han gifte sig 1928 med Chaja Feige Frucht och fick två barn.

### Förintelsen
År 1940, efter Nazitysklands ockupation av Polen under andra världskriget, fortsatte Kristal att tillverka godis samtidigt som han främjade personerna i ghettot, bland dem Chaim Rumkowski. Hans barn dog i ghettot medan han och hans fru fördes till koncentrationslägret Auschwitz under avrättningen av personerna i ghettot i augusti 1944. Hans hustru dog medan han fick slavarbete och överlevde. När lägret befriades av Röda armén, fördes han till sjukhus där han tillverkade godis åt ryska soldater innan han återvände hem till Łódź där han återuppbyggde sin godisbutik och träffade sin nya hustru Batsheva som han gifte sig med 1947 och fick sonen Chaim med.

### Livet i Israel
År 1950 emigrerade Kristal, hans hustru och sonen Chaim från Polen till Haifa, Israel, där de fick sitt andra barn, dottern Shula. Han arbetade på Palatas godisfabrik där han ansågs vara expert och lärde fabriksägarna att göra en produktionslinje av godis. Han blev då egenföretagare och öppnade en godisbutik där han sålde godis han tillverkat. Han arbetade som godistillverkare innan han pensionerade sig.
Vid 113 års ålder 2016 firade Kristal, som blivit tonåring "på nytt", sin bar mitzva han skulle fira som 13-åring hundra år tidigare men som då blev inställd av första världskriget. Den 11 mars samma år verifierades Kristal som världens äldsta levande man sedan den 18 januari  (natten mot 19 januari japansk tid) då japanen Yasutaro Koide (som skulle ha fyllt 113 år den 13 mars) avled. Kristal avled den 11 augusti 2017, bara 5 veckor före sin 114-årsdag, och efterträddes som världens äldsta man av spanjoren Francisco Núñez Olivera (som dock inte blev fullt verifierad förrän han avlidit den 29 januari 2018 113 år och 47 dagar gammal).